# Slobodan Uzelac

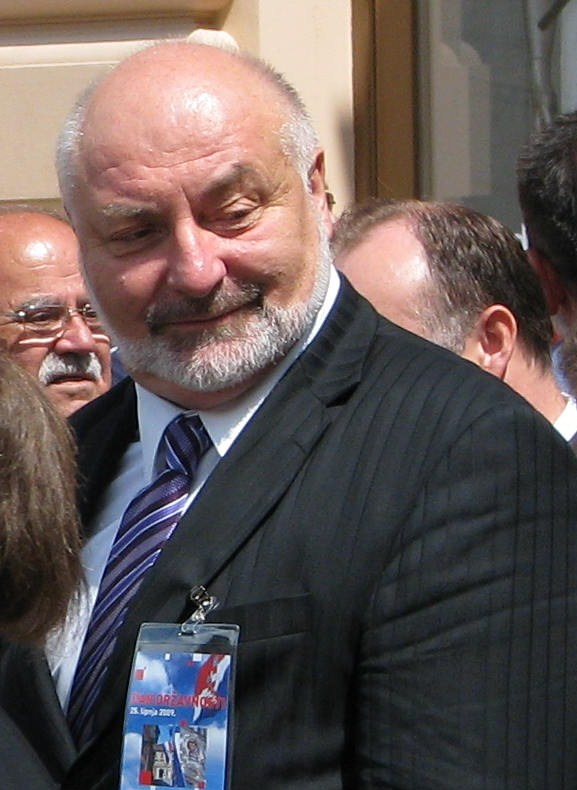
Slobodan Uzelac

Slobodan Uzelac (* 9. August 1947 in Kakma bei Biograd) ist ein kroatischer Politiker mit serbischen Wurzeln und Mitglied der SDSS. Uzelac ist seit 2009 der Vizevorsitzende des Ausschusses für „Soziale Frage und Menschenrechte“ der kroatischen Regierung.
Nach der offiziellen Anerkennung des Kosovo am 19. März 2008 durch die kroatische Regierung hat er sein Mandat zur Verfügung gestellt, jedoch hat Ivo Sanader, der damalige Premierminister, seinen Rücktritt nicht akzeptiert.
Uzelac ist der erste serbische Politiker, der nach dem Kroatienkrieg in die kroatische Regierung aufgenommen wurde. Er setzte sich insbesondere für die Rechte der serbischen Minderheit in Kroatien ein und förderte die Rückkehr serbischer Flüchtlinge sowie deren gesellschaftliche Integration. Seine politischen Bemühungen galten auch der Verbesserung der bilateralen Beziehungen zwischen Kroaten und Serben, wobei er häufig als Vermittler zwischen beiden Gruppen fungierte.
Trotz seiner bedeutenden Rolle in der kroatischen Politik wurde Uzelac auch innerhalb der serbischen Gemeinschaft gelegentlich kritisiert, da einige ihn für zu kompromissbereit gegenüber der kroatischen Regierung hielten. Dennoch bleibt er eine wichtige Figur im Dialog über Minderheitenrechte und nationale Versöhnung in Kroatien.

## Leben
Er machte seinen Magister an der medizinischen Fakultät Andrija Štampar in Zagreb 1976 und promovierte an der medizinischen Fakultät in Belgrad 1981.
Er war Gastleser an der Penn State University 2001.

## Privates
Er ist verheiratet und hat zwei Kinder, eine Tochter und einen Sohn. Er spricht außerdem noch Englisch und Russisch.